# Parade's End
Parade's End es una miniserie de televisión dramática de cinco partes de BBC y HBO, que se estrenó en BBC Two el 24 de agosto de 2012, y en HBO el 26 de febrero de 2013. Es una adaptación de la tetralogía de novelas del mismo nombre por Ford Madox Ford. Sus cinco episodios están dirigidos por Susanna White y escritos por Tom Stoppard. El reparto está encabezado por Benedict Cumberbatch y Rebecca Hall como Christopher y Sylvia Tietjens, junto con Adelaide Clemens, Rupert Everett, Miranda Richardson, Anne-Marie Duff, Roger Allam, Janet McTeer, Frederick Fox, Jack Huston, y Steven Robertson.

## Argumento
Un triángulo amoroso se desarrolla entre Christopher Tietjens, su vengativa esposa Sylvia y la joven sufragista Valentine Wannop, en medio de la Primera Guerra Mundial y en una Europa al borde de un cambio radical. A medida que la guerra se prolonga, Christopher es enviado a luchar en Francia, y deja atrás a Sylvia, un hijo que puede o no puede ser suyo, y a Valentine. En última instancia, debe decidir quién ha de permanecer durante todo el período de su vida: la hermosa pero manipuladora Sylvia o la adorable Valentine.

## Producción
El productor Damien Timmer concurrió al dramaturgo Tom Stoppard, para escribir la adaptación, después de leer las novelas, Stoppard accedió a escribir el guion, en el que marca su regreso a la televisión después de una ausencia de 30 años. Stoppard ha indicado que él había considerado a Benedict Cumberbatch para el papel de Christopher Tietjens, mucho antes de que la serie Sherlock lo convirtiera en una estrella mundial. A Adelaide Clemens se le dio el papel de Valentine después de llegar a su audición con ropa de época. Inicialmente, los productores se mostraron reacios a emitir una actriz australiana, pero fueron convecidos en la constatación de que el padre de Clemens es un ciudadano británico.
Una parte importante de la serie fue filmada en Kent, Dorton House y en St. Thomas Becket, una Iglesia. Las escenas adicionales se rodaron en el Freemasons' Hall en Londres y Duncombe Park. El resto de la serie fue filmada en Bélgica, incluyendo el Castillo Poeke en la ciudad de Aalter.
Stoppard realizó cambios respecto al original, como la exclusión de la mayor parte de la cuarta novela, la racionalización de la trama para centrarse en el triángulo amoroso, y la adición de escenas de sexo explícitas. 

## Reparto
- Benedict Cumberbatch como Christopher Tietjens.
- Rebecca Hall como Sylvia Tietjens.
- Adelaide Clemens como Valentine Wannop.
- Miranda Richardson como Mrs Wannop.
- Frederick Fox como Edward Wannop.
- Stephen Graham como Vincent Macmaster.
- Janet McTeer como Mrs Satterthwaite.
- Ned Dennehy como Padre Consett.
- Alan Howard como Señor Tietjens.
- Rupert Everett como Mark Tietjens.
- Anne-Marie Duff como Edith Duchemin.
- Rufus Sewell como Reverendo Duchemin.
- Roger Allam como General Campion.
- Steven Robertson como Coronel Bill Williams.
- Lucinda Raikes como Evie, docella de Sylvia.
- Jack Huston como Gerald Drake.
- Tom Mison como Potty Perowne.
- Jamie Parker como Lord Brownlie.
- Anna Skellern como Bobbie Pelham.